# برگن (کنتاکی)
برگین (به انگلیسی: Burgin) شهری در ایالت کنتاکی کشور ایالات متحده آمریکا است که جمعیت آن در سرشماری سال ۲۰۱۰ میلادی، ۹۶۵ نفر بوده‌است.